# Миливоје Црвчанин
Миливоје Црвчанин (Краљево, 7. фебруар 1892 — Београд, 16. октобар 1978) био је српски композитор, музички педагог, дипломата, свештеник и мисионар.

## Лични живот
Миливоје Црвчанин је рођен 7. фебруара 1892. године у угледној краљевачкој трговачкој породици, од оца Милутина (1864–1912), трговца, народног посланика, члана Општинског одбора и председника Краљевачке општине, и мајке Живке, зване Живана, рођене Милић (1872–1938). Одрастао је у породици у којој је музика имала посебно место. Отац је основао кућни вокални квартет, певао је бас и свирао на флаути. Мајка је певала сопран, сестра Даринка алт, а Миливоје тенор. У таквој атмосфери, још као врло мали, показао је велико интересовање за музику и осећај за ритам. Према сопственом казивању, волео је да ставља дедин сат под јастук и дуго слуша како куца. Често је одлазио у часовничарске радње и слушао мелодичне звуке различитих сатова. Волео је војну музику и редовно је присуствовао концертима војне Банде. По завршетку школовања постављен је за наставника музике у Гимназији у Горњем Милановцу, где је и засновао породицу. Године 1914. оженио се Милицом, рођеном Бојовић (1894—1953), из Горњег Милановца, са којом је добио синове Љубивоја (1915—1991) и Бошка (1920—1945), а највећи део заједничког живота провели су у Прагу. За време одмора и празника често су посећивали рођаке и пријатеље у Београду, Краљеву и Горњем Милановцу. Дечаци су у Праry стекли високо образовање. Љубивоје је постао текстилни инжењер и после Другог светског рата у браку са Милицом добио је кћерку Бошку. Млађи син Бошко је постао инжењер технолог. Живот је изгубио на Сремском фронту. У знак сећања на млађег сина, Црвчанин је Манастиру Жичи, чији је чест гост био, лета 1966. године поклонио спомен-собу. Легат се састојао од салона у стилу Луја XVI, Бошкове спаваће собе, портрета свих чланова породице рађених у уљу на платну и бројног инвентара. Породица Црвчанин била је посвећена цркви тј. вери. У Храму Свете Тројице у Београду међу легаторима уписана су имена Миливојевих родитеља. Црвчанин је у Прагу обављао разне званичне дужности. На лични захтев, због последица cаобpaћајноr удеса, пензионисан је 11. октобра 1932. године. За време Другог светског рата живео је у Беоrраду. Све до смрти, 16. октобра 1978. године, активно се бавио композиторским радом.

## Образовање
Основну школу похађао је у родном граду од 1900. до 1904. године. Богословију Светог Саве у Београду уписао је 1904. године, а стручни богословски испит положио је марта 1914. године. Упоредо је похађао и Музичку школу, где су му, поред Стевана Мокрањца, предавали и Јосиф Маринковић, Јован Зорко и Стеван Христић. Као изабрани државни питомац Министарства вера за студије црквене музике 1922. године завршио је Државини конзерваторијум у Прагy, одсек композиторско-диригентски, у класи Јозефа Бохуслава Ферстера, Јозефа Сука, Јарослава Кржичке и Карела Болеслава Јирака. Студирао је и музичку естетику на Филозофском факултету Карловог универзитета у Прагу код професора Здењека Неједлија, где је 1929. године докторирао са тезом Српско црквено појање у прошлости и садашњости. Био је први Србин који је стекао докторат у области музике. Говорио је француски, немачки, чешки и служио се руским језиком.

## Дипломатско-свештеничка и мисионарска делатност
У периоду од 1919. до 1922. године Црвчанин је обављао дужност свештеника при Посланству у Прагу за српску колонију, као и дужност  референта за црквена питања при Посланству. Постављен је и за свештеночувара војничких гробаља у Добруџи, са седиштем у Прагу. Од 1922. до 1932. био је, у рангу генералног конзула, свештеночувар и генерални инспектор ратичких гробаља српских интернираних војника и грађана у Чехословачкој, Немачкој, Аустрији, Мађарској и Пољској.
На молбу југословенске владе, реактивиран је и постављен за делегата Светог архијерејског синода Српске православне цркве при Влади Чехословачке у периоду од 1932. до 1945. године и за свештеночувара српских гробова од 1933. до 1941. године у Прагу. У чин протојереја рукоположен је у Прагу 1933. године.
Током боравка у Прагу Црвчанин је служио у Цркви Св. Кирила и Методија. Бавио се и мисионарским радом и учествовао је у подизању 4 маузолеја: у Тренчину као успомену на словачке војнике који су се побунили у Крагујевцу, у Оломуцу, Прагу на Олшанима у православној цркви и у Јиндриховцима крај Карлових Вари.

## Музичка каријера
Лепим гласом и изванредним слухом рано је скренуо пажњу на себе. На школским излетима и у црквеном хору изводио је соло деонице. Црвчанин је водио и хор богослова Богословије Светог Саве, а за време распуста хор Певачког друштва „Свети Сава" и раднички хор у Краљеву. Основао је и водио мешовити хор „Свети Илија" у селу Сирчи код Краљева, који је углавном неговао дела тада савремених српских композитора. Мешовити хор је често наступао у Краљеву, Врњачкој Бањи, Трстенику и другим местима Србије. Миливоје Црвчанин је рукоположен за свештеника у пролеће 1915. године. У Саборној цркви у Нишу постављен је за свештеника горњомилановачке парохије. У јесен исте године, отишао је у рат. Са српском војском прешао је Албанију и потом је упућен на опоравак у Ајачио на Корзици, где је 1916. године основао мешовити хор састављен од Срба избеглица. Једна од најуспелијих композиција из репертоара овог хора било је извођење Марсељезе. Из Ајачија је упућен у Сен-Жан као наставник и васпитач наших матураната. Тамо је са композитором Владимиром Тодоровићем основао и водио хор од 1917. до 1918. године.
По завршетку рата, годину дана обављао је наставничко-свештеничке дужности у Горњем Милановцу. Од 1952. до 1957. године водио је црквени хор „Покров Пресвете Богородице" у Београду. Своја дела снимио је за Радио Београд, кућу која је бројне емисије посветила његовом стваралаштву. Упоредо са бројним дужностима и пословима Црвчанин се бавио композиторско-педагошким радом. Био је први српски професор Државног конзерваторијума у Прагу. Од 1932. до 1941. предавао је теорију православне црквене музике. Међу његовим студентима, сарадницима и колегама, били су Рафаел Кубелик, Карел Болеслав Јирак, Оскар Данон, Станојло Рајчић, Јан Цикер, Јан Здењак Бартош и други. За контрактуалног (хонорарног) професора у Сремским Карловцима постављен је 1933. године.
Као композитор, изграђивао се на традицији позног романтизма и искуству националних школа. Први штампани рад, хармонизација народне песме Аница овце чувала; објавио је 1911. године. Дела је стварао на основу богате народне музичке традиције и по српско-цркненим напевима. Црнчанинов подухват, вредан пажње, да људским гласовима први пут у православној музици дода инструменте и развије велике полифоне облике, отворио је нови пут и указао на сасвим нове видике. Његов опус остварен је на пољу инструменталне и вокално-инструменталне музике. За време студија, 1921. године, по угледу на српске црквене напеве, компоновао је Опело за мешовити хор, које је снимио Радио Праг. Занимљиво је да је сам аутор, по наговору Карела Хабе, изводио јектеније. Годину дана касније написао је Варијације са фугом на тему Косова, за симфонијски оркестар. Први пут дело је извео Бруно Плајер у Карловим Варима 1927. године. Као композитор радио је на симфонијској, сценској, хорској, музици за оркестар и камерној музици. Најзначајнија духовна дела су: Молитва пролију ко Господy, О тебје радујетсја, Духовна музика о Светом Сави, Божественаја литургија Светог Јована Златоустог, Духовна концертна музика, Херувимска песма, Оче наш, Богороgице Дјево, Вјерују. Међу Црвчаниновим песмама издвајају се соло песме уз пратњу клавира и песме уз оркестар које су углавном композиторове интимне породичне исповести. То су: Буји Паји, Успаванка, Две руже румене, Међ'Ружама, Кад небом звезда сја, Ноћ, Тужна песма, Борац пао и Ко разбијен на реци сплав. Успешно се бавио и писањем сценске музике: Божји човек Милана Беговића приказиван је у Народном дивалду у Прагу, а Крашка cpeћа Стојана Стошића у Београду. Црвчанинова дела су често била саставни део програма многих концерата. Извођена су и у Чехословачкој, Енглеској, Америци, Белгији, Швајцарској и Југославији, углавном са плоча „Ултрафон"-а из Прага. Најзаступљенија је духовна музика (Божансшвенаја литоргија Светог Јована Златоустог, Духовна музика о Светом Сави), затим композиције инспирисане традиционалном музиком (Аница овце чувала, Брала мома купине).

## Ордени, награде и признања
Миливоје Црвчанин је за свој рад одликован бројним орденима и признањима: Албанском споменицом, споменицама краља Петра I и краља Александра I, Ратним крстом и напрсним крстовима епископа чешког Горазда и патријарха московског и целе Русије Пимева, орденима Светог Саве IV реда, III реда и II реда, Белог орла V, Белог лава III, Kapла IV, Црвеним појасом, одликован је признањем Витеза Легије части и именован у чин протојереја-ставрофора.
Био је члан Удружења композитора Србије, Савеза ратних војних инвалида и Удружења носилаца Албанске споменице.
Посебно место Црвчанин заузима у Музичкој енциклопедији, енциклопедијама Станоја Станојевића, Петра М. Петровића, Стане Ђурић-Клајн, Јосипа Ахдриса, Драгутина, Цветка, и Властимира Перичића, музичком лексикону, каталогy композитора и бројним стручним часописима.
Црвчанина су на платну овековечили сликари Диас Јунион у Ајачију 1918. године и Светислав Вуковић (сликар) у Прагу 1934. године. На основу наведених чињеница може се peћи да је Миливоје Црвчанин дао велики допринос pазвојy српске културе.
Значај његовог интелектуалног дела се огледа у свестраном стваралаштву, афирмацији и очувању српске традиционалне културе, популаризацији домаћих уметника, међународној културној сарадњи, прихватању иновативности и развијању оригиналног пута.